# Бернштейн, Алекс
Алекс Бернштейн (англ. Alex Bernstein) (14 декабря 1930, Милан — 11 марта 1999) — американский шахматист и математик, создатель одного из первых шахматных алгоритмов для компьютера.

## Биография
Родился в семье итальянского математика Владимира Бернштейна (1900 — 1936), родом из Российской империи. Отец рано умер от пневмонии, обусловленной простреленным пулей лёгким, при переходе российско-финляндской границы. В 1940 году его мать Елизавета и её второй муж Осиотинский бежали из фашистской Италии, и перевезли его с сестрой Верой в Нью-Йорк. Начал серьёзно заниматься шахматами ещё во время учёбы в колледже. После окончания Колумбийского университета он служил в армии США, где познакомился с компьютерами. Как штатный сотрудник IBM, он заинтересовался написанием шахматной программы и поговорил с Клодом Шенноном о своих идеях. Во время семинара в Дартмуте в 1956 году, когда его пригласили рассказать о своей программе, уже находящейся в разработке, обсудил таковую с Джоном Маккарти, автором алгоритма альфа-бета-отсечения. Также консультировался у международного мастера Эдуарда Ласкера, который иногда проводил сеансы игры с мейнфреймом. Продолжая работу для IBM, при помощи своих коллег, Майкла де В. Робертса, Тимоти Арбакла и Мартина Бельски, в 1957 году выпускает программу для IBM 704, которая являлась первой полной программой в истории шахмат.